# Zaglyptogastra schroederi
Zaglyptogastra schroederi är en stekelart som först beskrevs av Szepligeti 1914.  Zaglyptogastra schroederi ingår i släktet Zaglyptogastra och familjen bracksteklar. Inga underarter finns listade i Catalogue of Life.